# Organizacija za ljudski genom
Organizacija za ljudski genom, engl. Human Genome Organisation (HUGO), je organizacija koja učestvuje u Ljudskom genomskom projektu, koji je usresređen na mapiranje ljudskog genoma. HUGO je osnovan 1989 godine kao internacionalna organizacija, prvenstveno sa ciljem podsticanja kolaboracije između genomskih naučnika širom sveta. HUGO odbor za nomenklaturu gena, engl. HUGO Gene Nomenclature Committee (HGNC), je jedan od najaktivnijih HUGO komiteta. Njegov cilj je dodela jedinstvenih genskih imena i simbola svakom ljudskom genu.

## Literatura
1. ↑  Gardiner K (1995). „Human genome organization”. Curr. Opin. Genet. Dev. 5 (3): 315—22. PMID 7549425. doi:10.1016/0959-437X(95)80045-X.[мртва веза]
2. ↑  „IABCR-HUGO Conference 2010”. Архивирано из оригинала 24. 09. 2010. г.

## Spoljašnje veze
- glavna strana
- glavna strana